# Sophora masafuerana
Sophora masafuerana är en ärtväxtart som beskrevs av Carl Skottsberg. Sophora masafuerana ingår i släktet soforor, och familjen ärtväxter. Inga underarter finns listade i Catalogue of Life.